# Dendronephthya nicobarensis
Dendronephthya nicobarensis är en korallart som beskrevs av Henderson 1909. Dendronephthya nicobarensis ingår i släktet Dendronephthya och familjen Nephtheidae. Inga underarter finns listade i Catalogue of Life.